# Дејан Пантелић
Дејан Пантелић (Београд, 14. новембар 1969) српски је новинар и бивши телевизијски водитељ.

## Биографија
Дејан Пантелић је рођен 14. новембра 1969. у Београду. Водитељску каријеру започео је на радију, а док је радио као ди-џеј у једном београдском клубу добио је понуду од Жељка Митровића да почне да ради као водитељ на телевизији Пинк. Током десетак година водио је музичку емисију Мега Деки и квиз Кешоловац. Након тога је прешао на телевизију БК где је водио емисију Будилник и талент шоу Идол.
На позив Александра Тијанића 2006. прешао је на Радио-телевизију Србије где је више од десет година био водитељ бројних забавних емисија и квизова. Од 2017. до 2023. био је водитељ на телевизији Прва где је водио емисију 150 минута.

### Проблеми са здрављем
Пантелићу је 2012. откривен рак на крајницима. После година лечења успешно се опоравио од те болести. Управо су последице здравствених проблема у вези с карциномом на крајницима биле главни узрок превременог прекида Пантелићевог водитељског посла.
Године 2022. пукло му је слепо црево те је хитно оперисан. Операција је протекла успешно.

### Филмографија
| Год.  | Назив  | Улога            |
| ----- | ------ | ---------------- |
| 2004. | Јелена | водитељ програма |